# Kevin Schmidt (plasticien)
Pour les articles homonymes, voir Kevin Schmidt et Schmidt.
Kevin Schmidt, né en 1972, est un plasticien, photographe et vidéaste canadien, vivant à Vancouver.

## Biographie
Diplômé de l'Institut d'art et de design Emily Carr de Vancouver en 1997, il est représenté par la Galerie Catriona Jeffries.
Il est notamment connu pour une œuvre intitulée Long Beach Led Zep (2002). Dans cette vidéo de 8 min 42 s, il joue le célèbre morceau Stairway to Heaven de Led Zeppelin, seul sur une plage, armé d'une guitare Telecaster et entouré d'amplis Marshall, pendant que les vagues s'écrasent sur des rochers et sur le sable.

## Expositions personnelles
2006
- Catriona Jeffries, Vancouver

2005
- Fog, Mercer Union, Toronto
- The Burning Bush, Artspeak Gallery, Vancouver
- Catriona Jeffries, Vancouver

2004
- Fog, Presentation House Gallery, Vancouver

2003
- Untitled Landscape (en collaboration avec Phil Dion), Xeno Gallery, Vancouver
- Small Waves, Cold Water, Access Artist-Run Centre, Vancouver
- Our Favourite Places, Forest Arts, Édimbourg

2001
- Our Favourite Places, False Creek Community Centre, Vancouver

## Expositions collectives
2007
- Son et vision : l'image photographique et vidéographique dans l'art contemporain au Canada, Centre culturel canadien, Paris

2006
- Son et vision, Musée des Beaux-Arts de Montréal, Montréal
- Canada Dreaming (Desires And Ideas For The Future By Artists Of The Biggest Country In America), Kunstverein Wolfsburg, Wolfsbourg
- 274 East 1st, Catriona Jeffries, Vancouver

2005
- The System of Allusion, VOX, Montréal

2004
- Important Canadian Art, Ziehersmith, New York
- I Wanna Be a Popstar, club transmediale, Berlin
- Emotion Eins, Frankfurter Kunstverein, Francfort
- Old Habits Die Hard :
  - Norwich Gallery, Norwich
  - Kunstnernes Hus, Oslo
- Soundtracks – Replay, Mackenzie Gallery, Regina

2003
- Old Habits Die Hard, Sparwasser HQ, Berlin
- Soundtracks – Replay :
  - Edmonton Art Gallery, Edmonton
  - Blackwood Gallery, Toronto
- Hammertown, Bluecoat Gallery, Liverpool
- Out of Sight, Presentation House Gallery, Vancouver

2002
- Satan, Oscillate My Metallic Sonatas, Contemporary Art Gallery, Vancouver
- Voir Grand/Think Big, Saidye Bronfman Centre, Montréal
- Hammertown, Fruitmarket Gallery, Édimbourg

2000
- Out of Sight, Surrey Art Gallery, Surrey